# Jean-René Gauguin
Pour les articles homonymes, voir Gauguin (homonymie).
Jean-René Gauguin est un sculpteur franco-danois.

## Biographie
Quatrième enfant du mariage de Paul Gauguin et de Mette-Sophie Gad, Jean René Gauguin naquit à Paris en 1881. Sa famille déménagea brièvement à Copenhague en 1884 quand son père tenta, pendant six mois, de trouver la fortune en vendant des bâches. Il fut naturalisé en 1912.
Jean-René vit son père pour la dernière fois alors qu'il était âgé de dix ans, quand Paul vint passer deux semaines à Copenhague avant d'embarquer pour Tahiti. La communication entre les deux fut difficile, le père ne parlant pas le danois et le fils ne pratiquant pas le français. Il fut éduqué par sa mère et ses grands-parents maternels et, bien qu'issu d'une famille bourgeoise, il grandit dans des conditions modestes. Il quitta l'école en 1895 pour suivre une formation de marin.
Après la mort de son père en 1903, il hérita de trois œuvres qu'il revendit immédiatement, utilisant l'argent pour voyager à travers l'Europe. Il visita plusieurs fois sa ville natale et apprit le français qu'il parla couramment. En 1927, il entreprit un tour de France à vélo, de Montpellier à Dunkerque.

## Œuvre
De 1910 à 1961, il fut un sculpteur et céramiste actif.
Ses céramiques furent produites en collaboration avec Sleiss (Gmunden, Autriche), Bing & Grøndahl (Copenhague) et la manufacture nationale de Sèvres.
Il travailla avec Georg Jensen et Anton Rosen (en).
Pour le jardin des Tuileries, il créa La Fontaine de Chine, dont on ignore ce qu'elle est devenue.
Il exposa de nombreuses céramiques à l’Exposition internationale des Arts décoratifs de 1925.
En 1932, il créa un plongeoir de dix mètres pour la piscine de Havested qui s'écroula en 1952.
Il fut médaillé de bronze aux compétitions artistiques des Jeux olympiques d'été de 1924.
Un catalogue raisonné de son travail a été établi en 1947 par Weilbachs Kunstnerleksikon, et une exposition majeure sur ses œuvres eut lieu en 2002 au Vejen Kunstmuseum.
Le premier musée français à lui consacrer une exposition fut la Piscine de Roubaix en 2014.